# Ujitawara
Ujitawara (宇治田原町?) è una cittadina giapponese della prefettura di Kyōto.